# Ancien cimetière Saint-Matthieu
Pour les articles homonymes, voir Saint-Mathieu.
L'ancien cimetière Saint-Matthieu (Alter St.-Matthäus-Kirchhof) est un cimetière berlinois historique placé sous protection du patrimoine culturel. Il est situé à Berlin-Schöneberg entre la Großgörschenstraße au nord, la Monumentenstraße au sud et la ligne ferroviaire du Wannsee à l'ouest.
Géologiquement, le cimetière se situe sur le versant nord du plateau de Teltow incliné en pente douce vers la vallée proglaciaire de Berlin traversée par le cours fluvial de la Spree.
Ouvert en 1856, le cimetière est rattaché à la paroisse de l'église Saint-Matthieu (de) à Berlin-Tiergarten.
Le nom est désormais souvent raccourci en cimetière Saint-Matthieu puisque le nouveau cimetière Saint-Matthieu est désormais connu sous le nom de cimetière de Priesterweg (de).

## Tombes

### Tombes d'honneur
- Heinrich Adolf von Bardeleben (de) (1819-1895), chirurgien
- Gustav Bock (de) (1813-1863), éditeur
- Max Bruch (1838-1920), compositeur et chef d'orchestre
- Georg Büchmann (1822-1884), philologue
- Ernst Curtius (1814-1896), archéologue et historien
- Friedrich Drake (1805-1882), sculpteur
- August Wilhelm Dressler (de) (1886-1970), peintre
- Gustav Eberlein (1847-1926), sculpteur, peintre, illustrateur et écrivain
- Eduard Gerhard (1795-1857), archéologue
- Rudolf von Gneist (1816-1895), juriste, politologue et homme politique
- Wilhelm Griesinger (1817-1868), interniste et psychiatre
- Jacob Grimm (1785-1863), conteur, linguiste, philologue
- Wilhelm Grimm (1786-1859), conteur, linguiste, philologue
- David Hansemann (1790-1864), marchand et banquier
- Adolf von Harnack (1851-1930), théologien et bibliothécaire
- Friedrich von Hefner-Alteneck (de) (1845-1904), ingénieur
- Wilhelm Ludwig Hertz (1822-1901), éditeur
- August von der Heydt (1801-1874), banquier
- David Kalisch (1820-1872), dramaturge
- Gustav Kirchhoff (1824-1887), physicien
- August Kiß (1802-1865), sculpteur
- Leopold Kronecker (1823-1891), mathématicien et logicien
- Franz Theodor Kugler (1808-1858), historien de l'art
- Bernhard von Langenbeck (1810-1887), chirurgien
- Franz von Lipperheide (de) (1838-1906), éditeur
- Wilhelm Loewe (1814-1886), homme politique
- Friedrich Matz l'Ancien (de) (1843-1874), archéologue
- Karl Wilhelm Mayer (de) (1795-1898), gynécologue
- Alfred Messel (1853-1909), architecte
- Eilhard Mitscherlich (1794-1863), chimiste et minéralogiste
- Karl Viktor Müllenhoff (1818-1884), médiéviste
- Robert von Olshausen (de) (1835-1915), gynécologue
- Friedrich Paulsen (1846-1908), philosophe et pédagogue
- Carl Gottfried Pfannschmidt (1819-1887), peintre
- Rio Reiser (1950-1996), chanteur
- Heinrich Rubens (1865-1922), physicien
- Xaver Scharwenka (1850-1924), compositeur et pianiste
- Wilhelm Scherer (1841-1886), germaniste
- Heino Schmieden (1855-1913), architecte
- Simon Schwendener (1829-1919), botaniste
- Heinrich von Sybel (1817-1895), historien et politicien
- Georg Toebelmann (de) (1835-1909), architecte
- Rudolf Virchow (1821-1902), médecin pathologiste et homme politique

### Stèle des Résistants
Cinq Résistants ayant participé au complot du 20 juillet 1944 ont été inhumés au cimetière. Ils ont été par la suite exhumés par les SS puis incinérés au crématorium de Wedding avant que leurs cendres ne soient dispersées dans les champs d'épandage autour de Berlin. Une stèle en leur honneur a été dressée au cimetière.
- Ludwig Beck (1880–1944)
- Werner von Haeften (1908–1944)
- Friedrich Olbricht (1888–1944)
- Albrecht Mertz von Quirnheim (1905–1944)
- Claus Schenk Graf von Stauffenberg (1907–1944)

### Autres personnalités
- Paul David Gustave du Bois-Reymond (1831-1889), mathématicien
- Otto von Camphausen (1812-1896), homme politique
- Hedwig Dohm (1831-1919), écrivaine et féministe
- Lazarus Fuchs (1833-1902), mathématicien
- Helga Goetze (1922-2008), écrivaine et artiste
- Otto von Hoffmann (1833-1905), homme politique
- Leberecht Maass (1863-1914), officier de marine
- Ovo Maltine (1966-2005), drag queen et militant de la lutte contre le sida
- Rio Reiser (1950-1996), musicien fondateur du groupe Ton Steine Scherben
- Gustav Richter (1823-1884), peintre
- Heinrich von Treitschke (1834-1896), historien et théoricien politique